# Jirō Watanabe
Jirō Watanabe (jap. 渡辺 二郎, Watanabe Jirō; * 16. März 1955 in Yakage, Japan) ist ein Mitglied der Yakuza-Bande Yamaguchi-gumi und ehemaliger japanischer Boxer im Superfliegengewicht.

## Profikarriere
Watanabe begann seine Profikarriere am 27. März 1979. Am 8. April 1982 boxte er gegen Rafael Pedroza um den Weltmeistertitel des Verbandes WBA und siegte durch einstimmige Punktrichterentscheidung. Diesen Titel verteidigte er sechs Mal hintereinander und legte ihn im Jahre 1984 nieder.
Am 5. Juli 1985 wurde er WBC-Weltmeister, als er Payao Poontarat durch geteilte Punktentscheidung bezwang. Nach vier aufeinanderfolgenden Titelverteidigungen verlor er den Gürtel Ende März 1986 gegen Gilberto Román durch einstimmigen Beschluss.
Watanabe kündigte am 8. November 1991 an seine Karriere zu beenden.

## Yakuza
Er gehört zur größten Yakuza-Bande Yamaguchi-gumi wurde 1995 wegen versuchter Erpressung angeklagt, erhielt 1999 eine langjährige Haftstrafe wegen Erwerb und Verkauf eines automatischen Gewehrs im Zusammenhang mit einem Mordfall, 2008 zusammen mit Kenji Haga erneut wegen versuchter Erpressung angeklagt und erhielt 2011 eine zweijährige Haftstrafe.